# Carlo Osellame
Carlo Osellame (Montebelluna, 10 novembre 1951) è un allenatore di calcio ed ex calciatore italiano, di ruolo centrocampista.

## Carriera

### Giocatore

#### I primi anni
Cresciuto nelle giovanili del Montebelluna, sua città natale, esordì con essa nel calcio professionistico nel 1969-1970 in Serie D. Nel 1971 passò al Treviso, dove disputò una stagione in Serie C (siglando tre reti in 30 incontri) durante la quale la squadra retrocesse in quarta divisione. Nella stagione successiva marcò 30 ulteriori presenze mettendo a segno due reti, prima di passare, nel novembre 1973, alla Pro Vasto dove giocò 16 partite.

Osellame in azione al Palermo nella stagione 1977-1978

Tornato a Treviso nell'estate del 1974, contribuì con otto reti in 32 incontri alla promozione dei veneti in Serie C, dove nel 1975-1976 disputò 37 gare siglando dodici reti. Nel 1976 venne ingaggiato dal Palermo, con la cui maglia disputa tre stagioni in Serie B, siglando dodici reti in 90 gare complessive e raggiungendo la finale della Coppa Italia 1978-1979, dove i siciliani furono sconfitti dalla Juventus.

#### In Serie A con il Cagliari
Nel 1979 venne acquistato dal Cagliari, con il quale esordì in Serie A il 23 settembre in Napoli-Cagliari (0-0): al termine della sua prima stagione marcò 24 presenze. Nella seconda stagione in Sardegna, arrivò per lui la prima rete con la maglia rossoblù (siglata il 5 maggio 1981, nella gara contro il Como, terminata 1-1) e si ripeté due settimane dopo contro il Catanzaro, segnando il gol della vittoria per 2-1: alle due reti aggiunse 27 presenze da titolare
Nel 1981-1982 Osellame fu ancora titolare del centrocampo cagliaritano, e siglò tre reti: il gol-vittoria nella gara contro il Torino del 29 novembre 1981 (1-0) e una doppietta nel pareggio per 2-2 contro il Bologna il 24 gennaio 1982. A fine stagione le sue presenze ammontarono a 24: nell'estate dello stesso anno venne ceduto all'Atalanta. Con i sardi segnò complessivamente cinque reti in 75 gare di campionato.

#### Gli ultimi anni di carriera
Osellame iniziò quindi la stagione 1982-1983 nelle file dell'Atalanta, con la quale giocò sei partite in Serie B senza mettere a segno alcuna rete, prima di essere ceduto nella sessione autunnale del calciomercato al Modena in Serie C1.
Dall'ottobre del 1982 al giugno del 1984 Osellame militò quindi con i modenesi, dove siglò due reti in 57 incontri, prima di tornare nella sua squadra originaria, il Montebelluna, dove rimase per tre stagioni segnando cinque reti in 89 partite: nel 1987 passò alla Feltrese dove chiuse la carriera dopo una stagione, all'età di 37 anni.

### Allenatore
Nel 1988 viene chiamato dallo Schio, in Serie D, come allenatore. L'anno dopo venne chiamato ad allenare il Giorgione, dal quale fu esonerato a metà stagione per gli scarsi risultati conseguiti. Negli anni 1990 diventò l'allenatore degli Allievi Nazionali del Cagliari dal 1991 al 1993, e della Primavera dei sardi dal 1993 al 1995. Nel 1997 divenne allenatore della Primavera del Treviso, incarico ricoperto fino al 2000.
Negli anni successivi ha allenato le giovanili della sua squadra natale, il Montebelluna, guidando in alcuni casi anche la prima squadra; qui ha vinto tre titoli italiani nelle categorie giovanili: nel 2003 con gli Allievi, nel 2006 ancora con la stessa categoria e nel 2011 con i Giovanissimi. Nl 2016 e 2017 è al CornudaCrocetta e al Vadelago , dal 2018 è nuovamente al Montebelluna .Nel 2020 allena i giovanissimi del San Gaetano

## Palmarès

### Giocatore

#### Competizioni nazionali
- Serie D: 1

Treviso: 1974-1975